# 長野県道260号上松停車場線
長野県道260号上松停車場線 （ながのけんどう260ごう あげまつていしゃじょうせん）は、長野県木曽郡上松町の上松停車場から国道19号交点に至るかつての一般県道である。2011年（平成23年）6月30日に廃止された。

## 概要
広小路交差点から終点までは（上松バイパスの開通によって国道から降格された）国道19号の旧道区間である。

### 路線データ
長野県告示に基づく起終点および経過地は次のとおり。
- 起点 : 上松停車場
- 終点 : 木曽郡上松町（大字小川＝国道19号交点）
- 重要な経過地 : なし

## 地理

### 交差していた道路
- 長野県道266号荻原小川線[注釈 1]
- 国道19号（名古屋・中津川方面のみ）